# Biagio Izzo

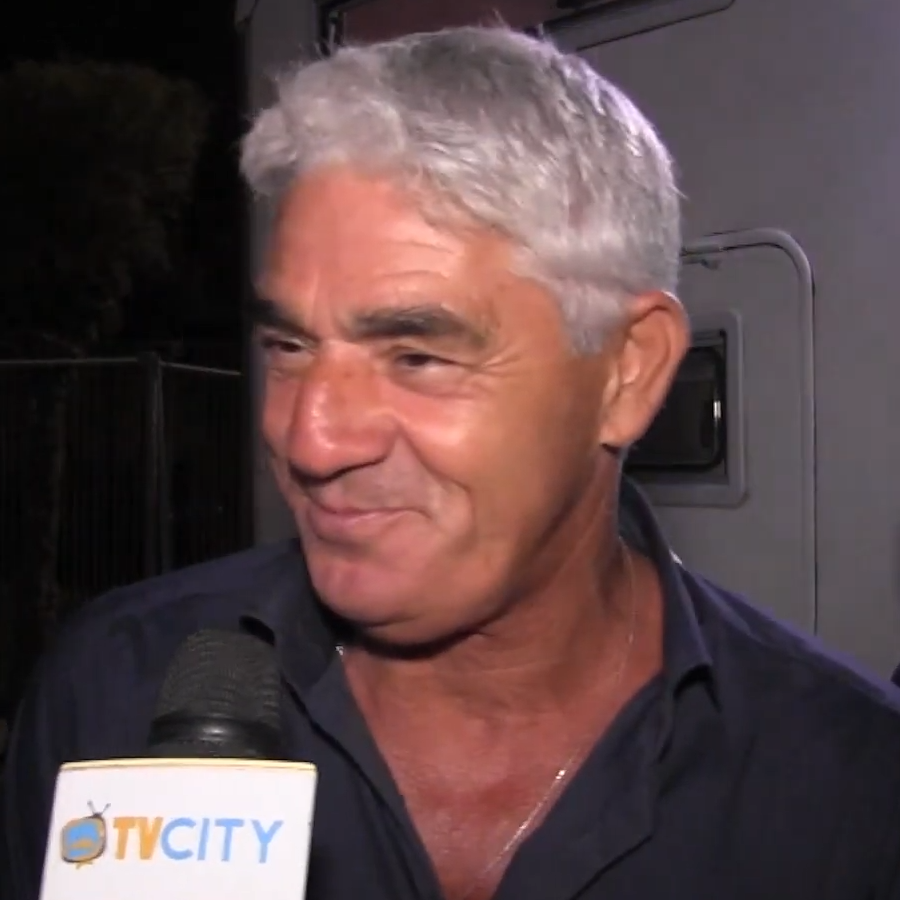
Biagio Izzo, 2022

Biagio Izzo (* 13. November 1962 in Neapel) ist ein italienischer Schauspieler und Comedian.

## Karriere
Izzo begann als Theaterschauspieler in Neapel; ab 1983 war er als Bibi Teil eines Komikerduos, Bibi & Cocò. In den 1990er Jahren erzielte er erste Erfolge bei den regionalen Sendern Canale 9 und TeleNapoli34. National bekannt wurde er in der Sendung Macao und mit seinen Auftritten in der sonntäglichen Show Buona domenica.
Seit Anfang der 2000er Jahre spielte er gemeinsam mit Massimo Boldi und Christian De Sica in der erfolgreichen Natale-Filmkomödienreihe des Regisseurs Neri Parenti: Bodyguards – Guardie del Corpo (2000), Merry Christmas (2001), Natale sul Nilo (2002), Natale in India (2003). 2004 war er mit Carlo Buccirosso und Ricky Tognazzi in Carlo Vanzinas Film In questo mondo di ladri zu sehen. Mit Vincenzo Salemme und Mario Casagrande spielte er 2005 in Cose da Pazzi unter der Regie von Vincenzo Salemme. Im Frühjahr 2008 kam Piacere, Michele Imperatore! in die italienischen Kinos, in dem die deutsche Schauspielerin Dora Kawycz neben ihm spielte.
In weiteren Rollen spielen Giovanni Esposito, Fabio Fulco, Germano Bellavia und Sabrina Rattey.
Seit Juni 2007 moderiert er bei Rai Uno seine erste landesweite Fernsehshow, Stasera mi butto, gemeinsam mit Caterina Balivo. Neben seinen Film- und Fernsehaktivitäten ist Izzo auch immer wieder auf der Bühne zu sehen. Seit 2005 war er mit den Soloprogrammen Tutto per Eva, solo per Eva und C'è un uomo nudo in casa auf Tournee.